# Дропт
Дропт (фр. Dropt) је река у Француској. Дуга је 132 km. Улива се у Гарону. 